# Distrikt Tororo
Tororo ist ein Distrikt im östlichen Teil von Uganda.

## Geografie
Tororo wird von dem Distrikt Mbale im Norden, dem Distrikt Manafwa im Nordosten, dem Land Kenia im Osten, dem Distrikt Busia im Süden, dem Distrikt Bugiri im Südwesten und dem Distrikt Butaleja im Nordwesten begrenzt. Tororo, die größte Stadt des Bezirks und der Sitz des Distrikts, liegt etwa 230 Kilometer östlich von Kampala, der Hauptstadt und größten Stadt Ugandas. Der Sukulu-Komplex befindet sich ca.  Kilometer südsüdwestlich der Stadt Tororo. Die Fläche des Distrikts beträgt 1196,4 km².

## Demografie
Im Jahr 1991 schätzte die nationale Volkszählung die Bevölkerung des Bezirks auf 285.300 Einwohner. Die Volkszählung von 2002 schätzte die Bevölkerung auf 379.400 Einwohner mit einer jährlichen Bevölkerungswachstumsrate von etwa 2,7 Prozent. Im Jahr 2012 wurde die Bevölkerung auf 487.900 Einwohner geschätzt.

## Geschichte
Der Distrikt Bukedi entstand 1967, als das damalige Regime die neue Verfassung formulierte. Das Hauptquartier wurde daraufhin von Mbale nach Tororo verlegt und 1968 in Betrieb genommen. Später wurde der Name in Tororo geändert und enthielt immer noch die gleichen Grafschaften, wovon sich einige allerdings später lösten.
Mit dem Beginn der Dezentralisierung in der Landespolitik brach der Pallisa-Kreis in den 1990er-Jahren auseinander und wurde zum Distrikt Pallisa. 1997 löste sich auch Samia Bugwe auf und wurde zum Distrikt Busia, während das Bunyole County im Jahr 2006 zum Distrikt Butaleja wurde.

## Wirtschaft

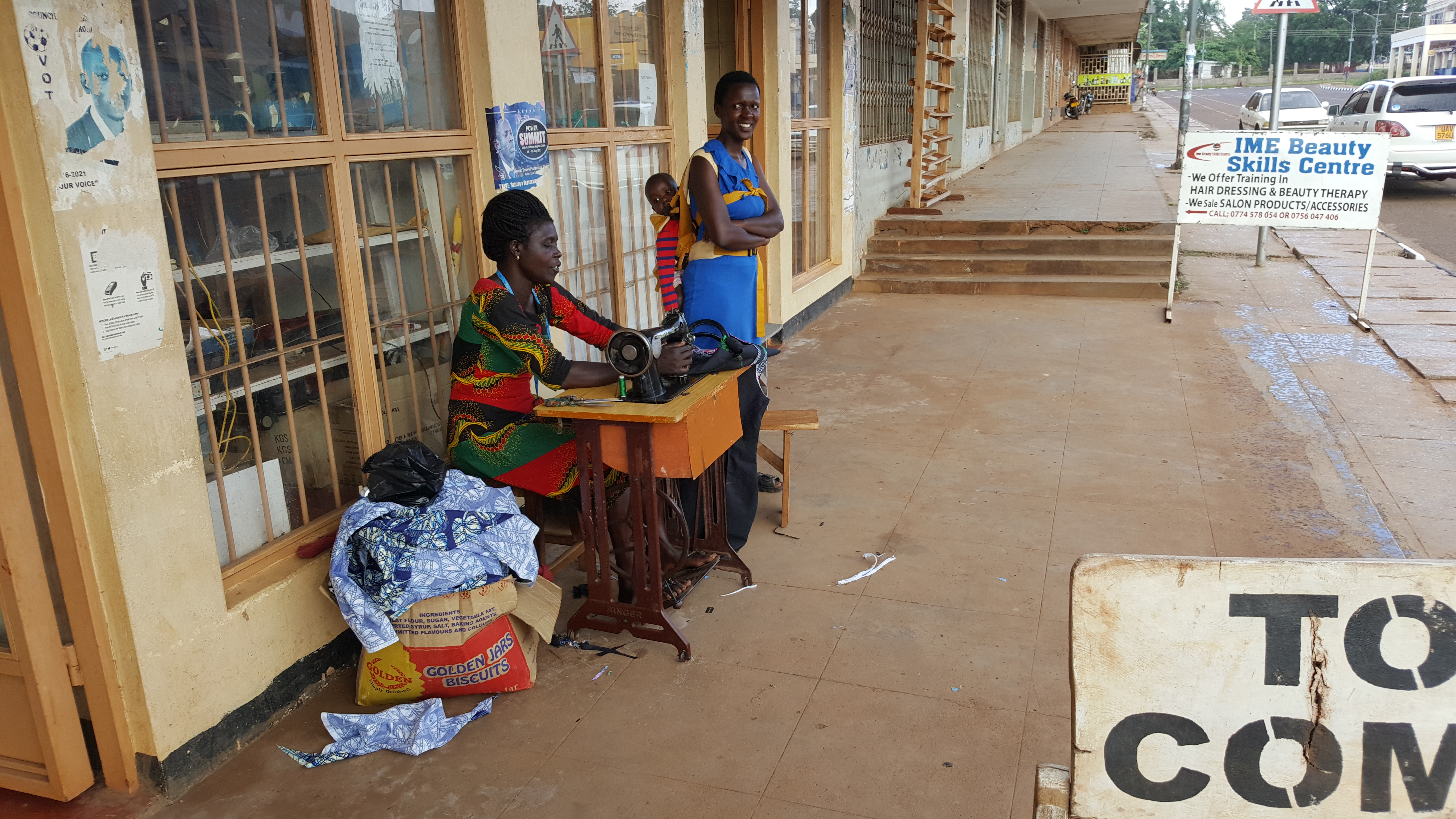
Näherin in Tororo

Die Landwirtschaft und dessen Verarbeitung stellt einen Großteil der Wirtschaft des Bezirks dar. Die meisten Produkte des Distrikts werden lokal konsumiert oder in den städtischen Gebieten innerhalb des Distrikts verkauft. Zu den Hauptproduktionsgüter gehören hauptsächlich Hirse, Zwiebeln, Baumwolle, Sonnenblumen, Maniok, Bohnen, Sesam, Süßkartoffeln, Mais, Reis und Erbsen.

## Verkehr
Die Bahnstrecke Tororo–Arua Mine der Uganda-Bahn startet in der Hauptstadt des Distrikts und fährt bis zu dem nördlichen Arua. 

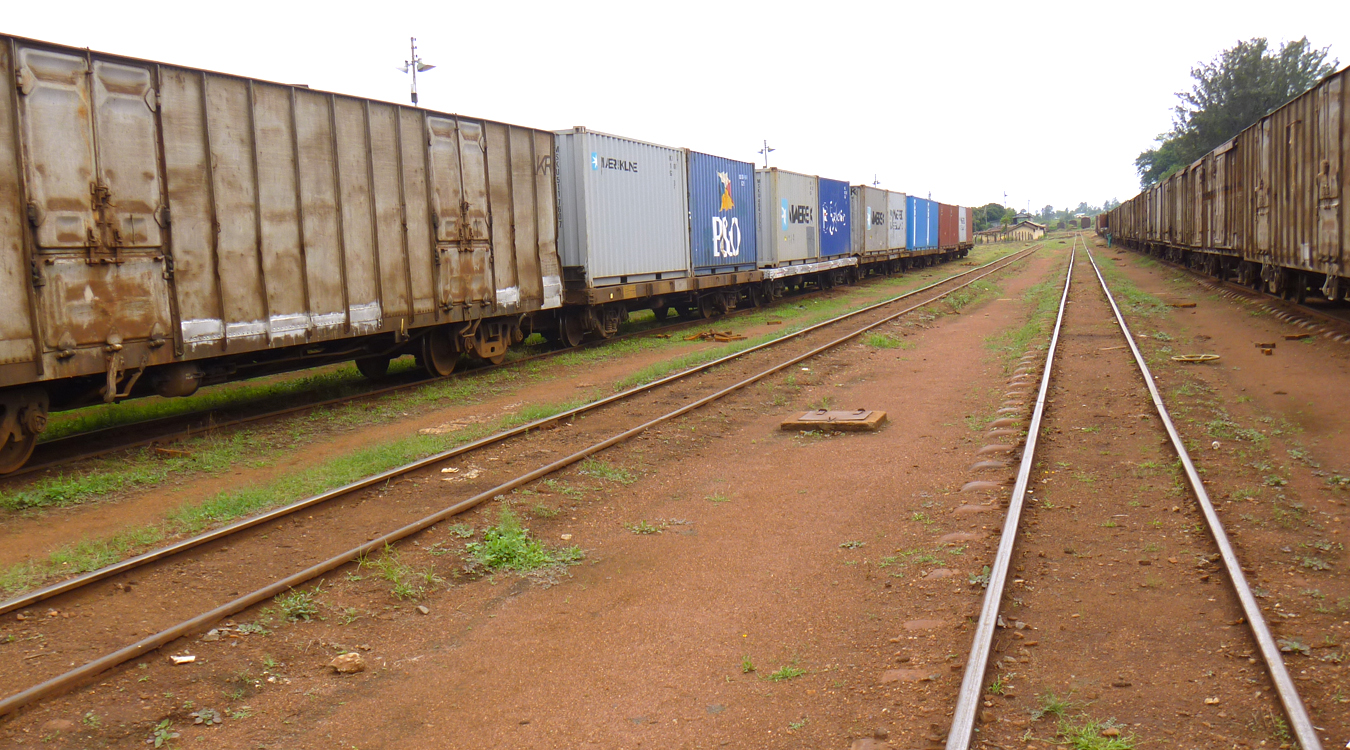
Zug auf der Eisenbahnstrecke
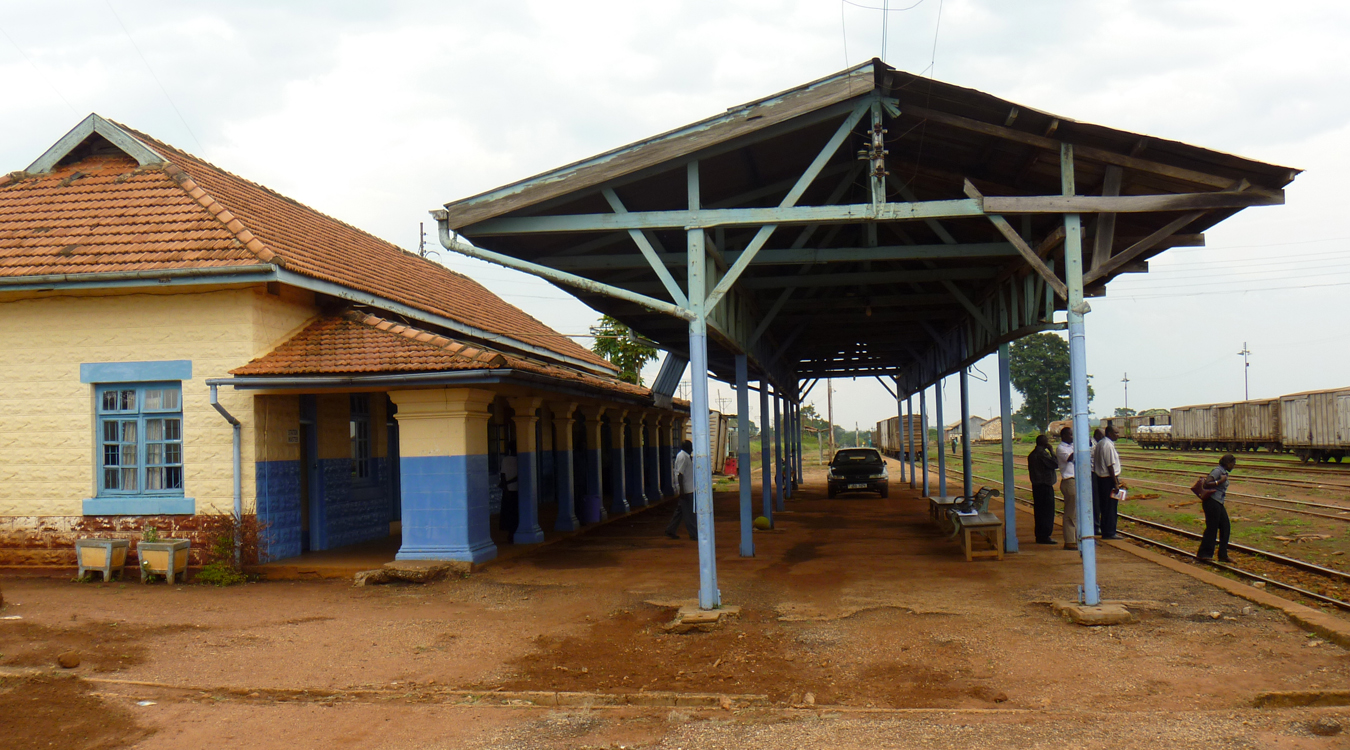
Bahnhof Tororo
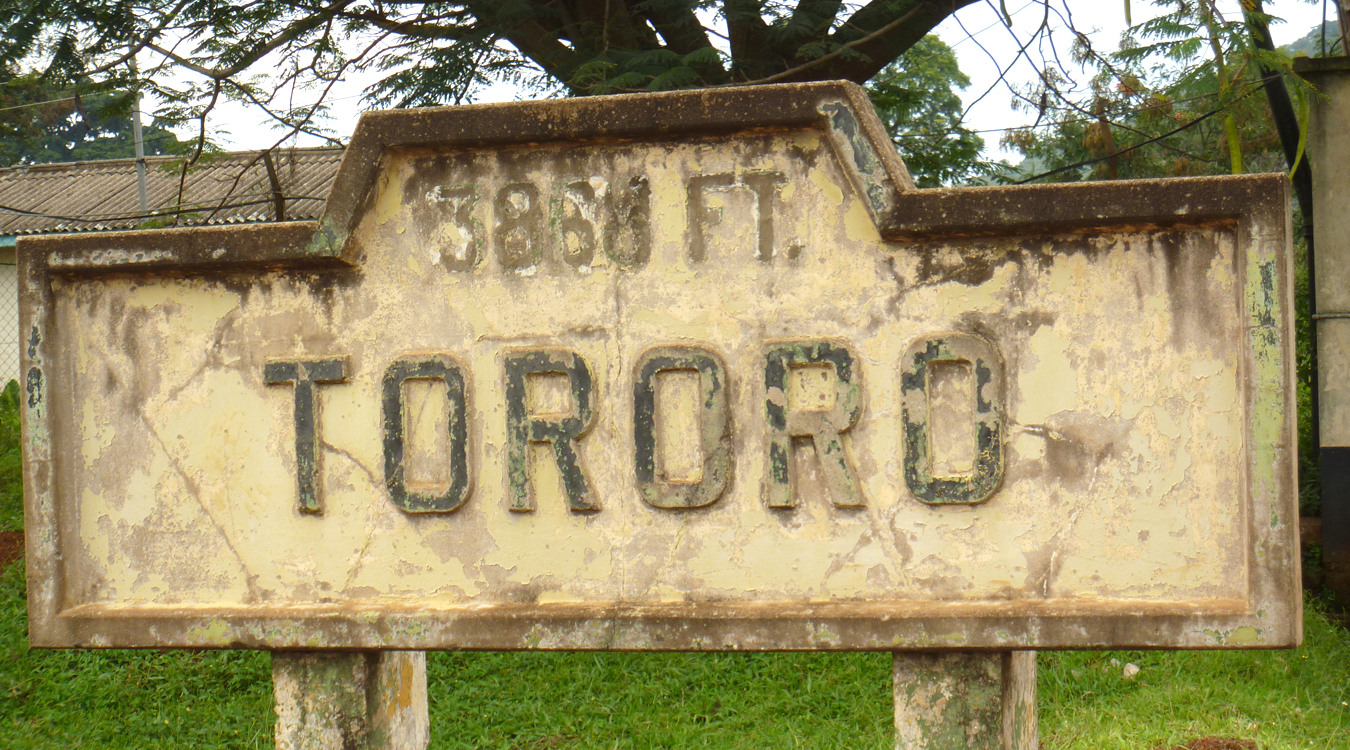
Schild der Station

## Administrative Gliederung
Der Distrikt hat 17 ländliche Untergrafschaften, zwei Städte mit Stadtrat und Stadtverwaltung, 88 Gemeinden und 926 Dörfer. Die Distrikt-Hauptstadt befindet sich in Tororo, 214 km von der Stadt Kampala entfernt.

## Städte
- Tororo
- Malaba

## Sehenswürdigkeiten

Sukulu-Komplex
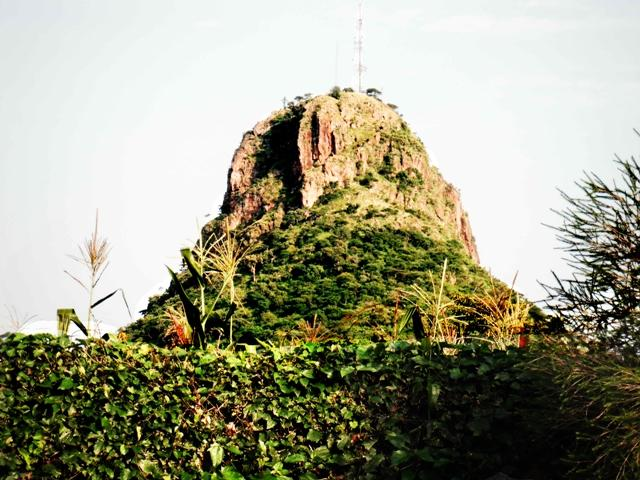
Tororo Rock